# Александрофельд
Александрофельд — упразднённое село в Матвеево-Курганском районе Ростовской области России

## География
Находилось восточнее село села Новоандриановка
Высота над уровнем моря (м) 97..
По сведениям на 1915 год от колонии до Новочеркасска — 120 верст, до Таганрога — 45 верст, от земской почты, расположенной в ст. Милость-Куракинской — в 11 верстах, железная дорога «Матвеев-Курган — Екатеринодар» — в 25 верстах.

## История
Основано в середине XIX века как колония немцев-переселенцев (по другим сведениям в 1818 году, возможно это дата образования населённого пункта, а не колонии), так называемыми «немецкими колонистами». Организаторами колонии в селе Александрофельд, предположительно, были три выходца из исторической области Швабии (современные Баден-Вюртемберг и западная Бавария в составе ФРГ), возможно из южной её части (современные восточная Швейцария или западная Австрия): Швейцер Александр (1827—1925) — по его имени возможно названа колония, а также Майерле Христиан и его сын Майерле Теодор (см. История переселения выходцев из Швабии в Российскую империю). Вероисповедание жителей колонии — меннониты.
По сведениям на 1915 год, колония входила в состав Милость-Куракинской волости Таганрогского округа в области Войска Донского Российской империи. Колония входила в 6 заседательный участок, там были сельские старые молельные дома, лютеранская школа. (по сведениям предоставленным МОО «Родовед» г. Пермь в 2004 г.)
Успехи немецкой колонизации пустующих или слабо заселенных земель в России обуславливались многими привилегиями для иностранных переселенцев: бесплатная раздача 30-65 десятин земли на семью, уплата путевых издержек, беспроцентная ссуда на 10 лет для постройки домов и обзаведения инвентарем, освобождение от налогов на 30 лет, свободу от рекрутских наборов и постоев, веротерпимость, широкое местное самоуправление на немецкой основе. Обрусевшие немцы существенно отличались от природных немцев. Сами они называли себя «дойчен», а жителей Германии «германцами» (по сведениям предоставленным МОО «Родовед» г. Пермь в 2004 г.). В 1874 году отменена льгота от призыва в армию. Первые репрессивные меры по отношению немцев были приняты в Первую мировую войну, но более серьёзные во Вторую мировую войну и после неё.

## Население
По сведениям на 1915 год проживало 68 мужчин и 75 женщин.

## Инфраструктура
Личное подсобное хозяйство с зоной сельскохозяйственного использования, индивидуальная застройка усадебного типа. По сведениям на 1915 год в колонии 20 дворов на 1470 десятин земли